# Walter Asmis
Walter Asmis (* 22. September 1880 in Mesekenhagen, Pommern; † 29. Oktober 1954 in Frankfurt am Main) war ein deutscher Jurist und Agrarfunktionär.

## Leben und Beruf
Nach einer Landwirtschaftslehre studierte Walter Asmis von 1900 bis 1903 Land- und Volkswirtschaft in Berlin, anschließend in Rostock und Erlangen Rechtswissenschaften. Nach seiner Promotion war er in verschiedenen landwirtschaftlichen Verwaltungsstellen tätig. Von 1919 bis 1928 fungierte er als geschäftsführender Direktor der Landwirtschaftskammer der Provinz Schleswig-Holstein und danach bis 1933 in gleicher Funktion in der preußischen Provinz Sachsen. Anschließend arbeitete er im Reichswirtschaftsministerium. 1946 wurde er beim Nürnberger Prozess gegen die Hauptkriegsverbrecher als Zeuge zu seinem früheren Vorgesetzten, dem ehemaligen Reichswirtschaftsminister Hjalmar Schacht vernommen.
Danach war er Direktor der Export Bau- und Handels GmbH in Berlin. 1947 war er Vizepräsident der Deutschen Landwirtschafts-Gesellschaft in Frankfurt am Main. 1948 war er geschäftsführendes Vorstandsmitglied des Verbandes der Landwirtschaftskammern. Er war Mitbegründer des Zentralausschusses der deutschen Landwirtschaft.
Sein älterer Bruder war Rudolf Asmis.

## Ehrungen
- 1953: Großes Verdienstkreuz der Bundesrepublik Deutschland

## Schriften (Auswahl)
- Umfang und Entwickelung der inneren Kolonisation in Pommern in den Jahren 1875–1902 und die Gestaltung der landwirtschaftlichen Verhältnisse in den Kolonien. Veröffentlichungsangabe: Greifswald : Abel, 1903, Hochschulschrift: Berlin, Univ., Phil. Diss., 1903[3]

- Der landwirtschaftliche Arbeitsvertrag nach bürgerlichem und nach Gesinderecht. Stollberg, Merseburg 1909. (Jurist. Dissertation Erlangen)
- Zur Entwicklung der Landarbeiterlöhne in Preußen. Parey, Berlin 1919.
- Landwirtschaftliche Absatzkunde. 1931.